# اسلت
شهر اسلت (به فرانسوی: Hasselt) در شهرستان اسلت در استان لمبورگ در منطقه فلاندری در کشور بلژیک واقع شده‌است.